# Zodiak

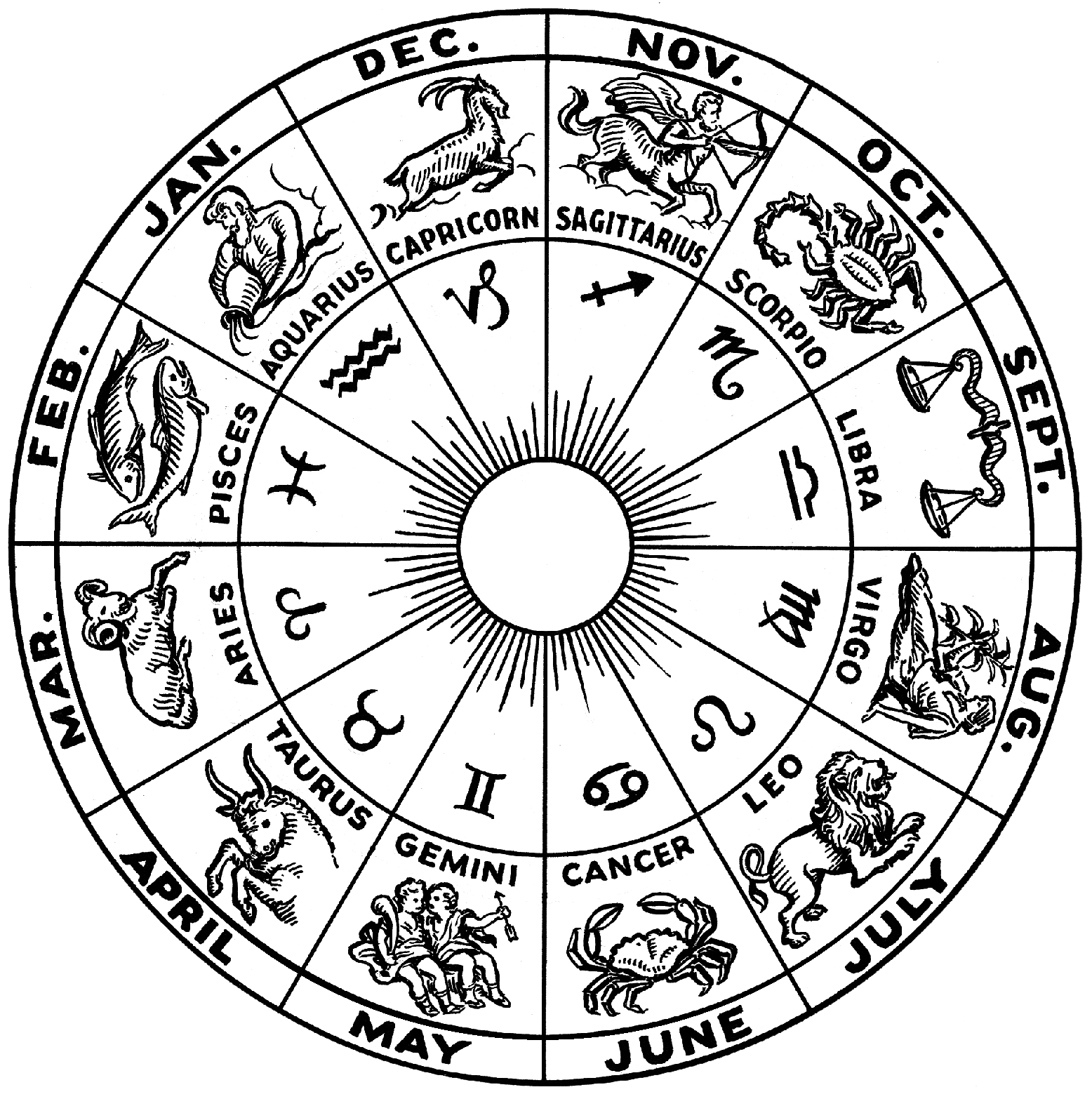
Astrologiczne koło zodiakalne

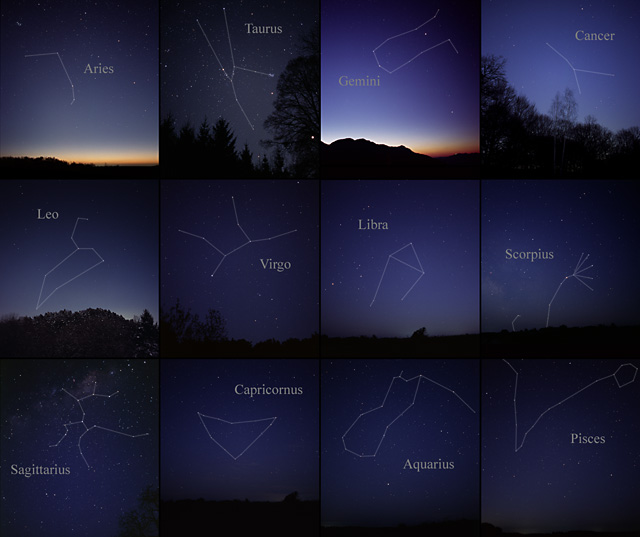
Gwiazdozbiory zodiakalne uwzględniane w astrologii. Od góry: Baran, Byk, Bliźnięta, Rak, Lew, Panna, Waga, Skorpion, Strzelec, Koziorożec, Wodnik, Ryby

Zodiak (łac. zōdiacus, z gr. ζῳδιακός κύκλος) – pas na sferze niebieskiej w płaszczyźnie ekliptyki o szerokości ok. 16°. W jego obszarze znajduje się widoczne z Ziemi Słońce zataczające w ciągu roku pełny obieg. W astrologii kąt pełny (360°) podzielono na 12 równych części, stąd wyróżnia się 12 astrologicznych znaków zodiaku odpowiadającym 12 gwiazdozbiorom zodiakalnym (w przeciwieństwie do współczesnej astronomii uwzględniającej 13 gwiazdozbiorów przecinających ekliptykę). Współcześnie ze względu na zjawisko precesji pierwotny podział zodiakalny znacząco odbiega od rzeczywistych obserwacji (czas wchodzenia Słońca w dany gwiazdozbiór), a nawet zdarza się, że jest całkowicie rozbieżny.
Punkty przecięcia równika niebieskiego z ekliptyką nazywa się punktami równonocy: wiosennej i jesiennej. Chwilę przejścia Słońca przez punkt równonocy wiosennej przyjmuje się za kalendarzowy początek astronomicznej wiosny – Słońce wchodzi w astrologiczny znak Barana (nie mylić z gwiazdozbiorem Barana). Analogicznie początkiem jesieni jest równonoc jesienna, kiedy Słońce wchodzi w astrologiczny znak Wagi.

## Zodiak tropikalny (astrologiczne znaki zodiaku)
Ekliptykę w starożytności podzielono na 12 równych części po 30°.
W czasach, gdy podzielono ekliptykę na znaki Zodiaku, punkt Barana, który rozpoczyna znak Barana, znajdował się w obrębie współczesnego gwiazdozbioru Barana. Położenie znaków zodiaku pokrywało się wówczas w przybliżeniu z położeniem gwiazdozbiorów. Na skutek precesji osi ziemskiej punkt Barana od tego czasu przesunął się o około 30°, czyli na początek gwiazdozbioru Ryb. Również w wyniku ostatecznego ustalenia granic gwiazdozbiorów w 1930, doszedł 13 gwiazdozbiór przecinający ekliptykę: Wężownik.
Słońce przesuwa się o niecały 1° dziennie wzdłuż linii ekliptyki. W związku z różnicą roku zwrotnikowego i kalendarzowego Słońce wchodzi w dany stopień i znak zodiaku o innej porze dnia, a czasem w innym dniu miesiąca niż w roku ubiegłym. Pozycję Słońca w określonym czasie, względem określonego miejsca na Ziemi można sprawdzić w efemerydach.
W astrologii znakom zodiaku przypisano arbitralnie różne znaczenia wykorzystywane przy stawianiu horoskopów.
Motyw astrologicznego zodiaku był tematem przewodnim wielu filmów, m.in. serialu kryminalnego Horoskop śmierci. Łacińskie nazwy znaków zodiaku noszą kolonie z serialu Battlestar Galactica.
| Długość ekliptyczna | Nazwa znaku | Symbol | Chwila wstępowania Słońca w znak dane dla roku 2005 (Katowice) | Uwagi                                               |
| ------------------- | ----------- | ------ | -------------------------------------------------------------- | --------------------------------------------------- |
| 300°                | Wodnik      |        | 20 stycznia, godz. 00:22 (UTC+1)                               |                                                     |
| 330°                | Ryby        |        | 18 lutego, godz. 14:30 (UTC+1)                                 |                                                     |
| 0°                  | Baran       |        | 20 marca, godz. 13:33 (UTC+1)                                  | Słońce wchodzi w znak w chwili równonocy wiosennej  |
| 30°                 | Byk         |        | 20 kwietnia, godz. 01:38 (UTC+2)                               |                                                     |
| 60°                 | Bliźnięta   |        | 21 maja, godz. 00:49 (UTC+2)                                   |                                                     |
| 90°                 | Rak         |        | 21 czerwca, godz. 08:46 (UTC+2)                                | Słońce wchodzi w znak w chwili przesilenia letniego |
| 120°                | Lew         |        | 22 lipca, godz. 19:50 (UTC+2)                                  |                                                     |
| 150°                | Panna       |        | 23 sierpnia, godz. 01:46 (UTC+2)                               |                                                     |
| 180°                | Waga        |        | 23 września, godz. 00:23 (UTC+2)                               | Słońce wchodzi w znak w chwili równonocy jesiennej  |
| 210°                | Skorpion    |        | 23 października, godz. 09:42 (UTC+2)                           |                                                     |
| 240°                | Strzelec    |        | 22 listopada, godz. 06:15 (UTC+1)                              |                                                     |
| 270°                | Koziorożec  |        | 21 grudnia, godz. 19:35 (UTC+1)                                | Słońce wchodzi w znak w chwili przesilenia zimowego |

## Gwiazdozbiory na ekliptyce
Data „wchodzenia” Słońca w obszar danego gwiazdozbioru zmienia się w czasie. Jest to spowodowane ruchem precesyjnym Ziemi.
Przykładowo, okresy pobytu Słońca na tle kolejnych, nieregularnych odcinków ekliptyki w roku 2011 wyglądały następująco:
| Nazwa gwiazdozbioru | Nazwa łacińska | Symbol | Słońce w gwiazdozbiorze – dane dla roku 2011 | Uwagi                                                          |
| ------------------- | -------------- | ------ | -------------------------------------------- | -------------------------------------------------------------- |
| Wodnik              | Aquarius       |        | 16 lutego – 11 marca                         |                                                                |
| Ryby                | Pisces         |        | 11 marca – 18 kwietnia                       |                                                                |
| Baran               | Aries          |        | 18 kwietnia – 13 maja                        |                                                                |
| Byk                 | Taurus         |        | 13 maja – 21 czerwca                         |                                                                |
| Bliźnięta           | Gemini         |        | 21 czerwca – 20 lipca                        |                                                                |
| Rak                 | Cancer         |        | 20 lipca – 10 sierpnia                       |                                                                |
| Lew                 | Leo            |        | 10 sierpnia – 16 września                    |                                                                |
| Panna               | Virgo          |        | 16 września – 30 października                | Słońce w tym gwiazdozbiorze przebywa najdłużej (około 44 dni). |
| Waga                | Libra          |        | 30 października – 23 listopada               |                                                                |
| Skorpion            | Scorpio        |        | 23 listopada – 29 listopada                  | Słońce w tym gwiazdozbiorze przebywa najkrócej (około 6 dni).  |
| Wężownik            | Ophiuchus      |        | 29 listopada – 17 grudnia                    |                                                                |
| Strzelec            | Sagittarius    |        | 17 grudnia – 20 stycznia                     |                                                                |
| Koziorożec          | Capricornus    |        | 20 stycznia – 16 lutego                      |                                                                |